# Дембеле, Гарра
Гарра́ Дембеле́ (фр. Garra Dembélé; 21 февраля 1986, Женвилье, Франция) — малийский футболист, игравший на позиции нападающего.

## Клубная карьера

### Начало карьеры
Воспитанник футбольного клуба «Осер», в 2005-2008 годах выступал за его вторую команду. Покинул клуб в январе 2007 года и присоединился к «Истру». После 6 месяцев выступлений за новый клуб перешёл на правах аренды в «Орхус». В июле 2008 года расторг контракт и покинул Францию, подписав контракт с «Пиерикосом» из Греции. За полтора года он сыграл 32 игры и забил шесть мячей.
В январе 2010 года подписал контракт с болгарским клубом «Локомотив». Он появился на поле в 14 играх за клуб и забил пять мячей.

### «Левски»
5 июня 2010 года было объявлено, что Дембеле перешёл в «Левски», а 9 июня 2010 года он был официально представлен в качестве игрока нового клуба. Стоимость трансфера составила около 200 тысяч евро. Контракт был подписан на три года. Неофициально дебютировал в матче против харьковского «Металлиста» 1 июля 2010 года и забил в том матче гол.
Его официальный дебют за «Левски» состоялся в матче против клуба «Дандолк» во втором отборочном раунде Лиги Европы. «Левски» выиграл первый матч 6:0, Дембеле забил один гол. В ответном матче «Левски» победил 0:2, Дембеле оформил дубль. В первом туре чемпионата Болгарии Дембеле забил победный гол за «Левски» в Вечном дерби с ЦСКА.
Он забил ещё два гола в Лиге Европы в следующем квалификационном раунде против шведского «Кальмара». В Плей-офф против АИК Дембеле забил ещё один решающий гол за свой новый клуб, обеспечив место «Левски» в групповом этапе Лиги Европы. Они попали в группу С вместе с «Гентом», «Лиллем» и «Спортингом». С 6 голами в 6 играх Дембеле стал лучшим бомбардиром в квалификации Лиги Европы. 9 августа 2010 года Гарра Дембеле забил свой первый хет-трик за «Левски» против софийского «Локомотива» (победа 3:1)
Дембеле продолжал забивать голы в чемпионате Болгарии. К 17 сентября 2010 он уже оформил второй хет-трик в матче против «Минёра». Он также забивал победные голы с пенальти в матчах против «Видима-Раковски» и «Черно море». Он продолжал свои хорошие игры, забив первый гол в матче с «Беое». 

## Достижения
«Левски»
- Вице-чемпион Болгарии: 2011

- Бронзовый призёр чемпионата Болгарии: 2010

Сборная Мали
- Бронзовый призёр Кубка африканский наций: 2012

## Личная жизнь
В декабре 2010 года был задержан за управление автомобилем в нетрезвом виде и использование поддельных документов. Гарра Дембеле приговорили к восьми месяцам условного заключения, временному запрету на вождение и выплате штрафа.